# Beaux
Beaux – miejscowość i gmina we Francji, w regionie Owernia-Rodan-Alpy, w departamencie Górna Loara.
Według danych na rok 1990 gminę zamieszkiwało 640 osób, a gęstość zaludnienia wynosiła 38 osób/km² (wśród 1310 gmin Owernii Beaux plasuje się na 336. miejscu pod względem liczby ludności, natomiast pod względem powierzchni na miejscu 563.).